# Welsh Cup 1897-98
Welsh Cup 1897–98 var den 21. udgave af Welsh Cup, og turneringen havde deltagelse af 31 hold. Finalen mellem Druids FC og Wrexham AFC blev spillet den 10. april 1898 i Oswestry og endte 1-1. I omkampen den 30. april 1898 samme sted vandt Druids efter forlænget spilletid med 2-1 og sikrede sig dermed sin sjette triumf i Welsh Cup. Klubbens fem første Welsh Cup-titel blev vundet i sæsonerne 1879-80, 1880-81, 1881-82, 1884-85 og 1885-86.

## Resultater
Den forrige sæsons semifinalister, Knighton FC, Newtown AFC, Oswestry United FC og Wrexham AFC, trådte først ind i turneringen i kvartfinalerne, mens de øvrige 27 klubber i første til tredje runde spillede om de sidste fire pladser i kvartfinalerne.

### Første runde
| Dato | Kamp                                     | Res.   |
| ---- | ---------------------------------------- | ------ |
|      | Aberystwyth Town FC – Llanidloes FC      | 7–0    |
|      | Bangor FC – Llandudno Swifts FC          | 1–0    |
|      | Brymbo FC – Chirk AAA FC                 | 0–3    |
|      | Carnarvon Ironopolis FC – Portmadoc FC   | 8–0    |
|      | Druids FC – Buckley Town FC              | 3–1    |
|      | Market Drayton FC – Wrockwardine Wood FC | 2–0    |
|      | Mold FC – Caergwrle Wanderers FC         | 2–5    |
|      | Newport FC – Welshpool FC                | 5–0    |
|      | Rhyl Amateurs FC – Holywell FC           | w.o.   |
|      | Swansea Association FC – Aberdare FC     | [0]6–0 |
|      | Wellington Town FC – Ironbridge FC       | 3–1    |

### Anden runde
| Dato   | Kamp                                   | Res. |
| ------ | -------------------------------------- | ---- |
|        | Aberdare FC – Aberystwyth Town FC      | 1–3  |
|        | Builth FC – Towyn Rovers FC            | 6–0  |
|        | Chirk AAA FC – Druids FC               | 0–1  |
|        | Flint FC – Caergwrle Wanderers FC      | 2–1  |
|        | Holywell FC – Carnarvon Ironopolis FC  | 3–3  |
|        | Rhyl Town FC – Bangor FC               | 4–1  |
|        | Wellington Town FC – Market Drayton FC | w.o. |
|        | Wem FC – Newport AFC                   | 2–0  |
| Omkamp |                                        |      |
|        | Carnarvon Ironopolis FC – Holywell FC  | 3–0  |

### Tredje runde
| Dato | Kamp                                   | Res. |
| ---- | -------------------------------------- | ---- |
|      | Aberystwyth Town FC – Builth FC        | 7–0  |
|      | Carnarvon Ironopolis FC – Rhyl Town FC | 3–1  |
|      | Druids FC – Flint FC                   | 6–0  |
|      | Wem FC – Wellington Town FC            | 1–5  |

### Kvartfinaler
Kvartfinalerne havde deltagelse af de fire hold, der gik videre fra tredje runde, samt forrige sæsons fire semifinalister, Knighton FC, Newtown AFC, Oswestry United FC og Wrexham AFC, der først trådte ind i turneringen i kvartfinalerne.
| Dato | Kamp                                     | Res. |
| ---- | ---------------------------------------- | ---- |
|      | Aberystwyth Town FC – Wellington Town FC | 1–2  |
|      | Knighton FC – Druids FC                  | 0–2  |
|      | Oswestry United FC – Newtown AFC         | 2–1  |
|      | Wrexham AFC – Rhyl Town FC               | 2–1  |

### Semifinaler
Semifinalerne blev spillet på neutral bane.
| Dato   | Kamp                           | Res. | Spillested              |
| ------ | ------------------------------ | ---- | ----------------------- |
| 26.2.  | Wellington Town FC – Druids FC | 0–0  | Cricket Field, Oswestry |
| 12.3.  | Wrexham AFC – Newtown AFC      | 2–1  | Maesydref, Welshpool    |
| Omkamp |                                |      |                         |
| 26.3.  | Druids FC – Wellington Town FC | 1–0  | Cricket Field, Oswestry |

### Finale
| Dato   | Kamp                    | Res.   | Tilskuere | Spillested |
| ------ | ----------------------- | ------ | --------- | ---------- |
| 10.4.  | Druids FC – Wrexham AFC | 1–1    | 4.500     | Oswestry   |
| Omkamp |                         |        |           |            |
| 30.4.  | Druids FC – Wrexham AFC | [0]2–1 | 1.500     | Oswestry   |